# Економіка Республіки Конго
Республіка Конго — аграрна країна з розвинутою гірничою та лісовою промисловістю. Основні галузі промисловості: нафтова і нафтопереробна, цементна, гірнича, цукрова, цигаркова. Транспорт — автомобільний, частково — залізничний, а також річковий та морський. Морський порт: Пуент-Нуар, річковий — Браззавіль. Ключовою транспортною артерією усього центральноафриканського регіону є водне сполучення з столиці Центральноафриканської Республіки Банги в порт Браззавіль на р. Конго, а звідти залізницею в морський порт Пуент-Нуар.

## Історія
За даними [Index of Economic Freedom, The Heritage Foundation, U.S.A. 2001]: ВВП — $ 2,3 млрд. Темп зростання ВВП — 3,5 %. ВВП на душу населення — $ 821. Прямі закордонні інвестиції — $ 100 млн. Імпорт (машини і обладнання, головним чином для нафтовидобувної промисловості, продовольство і споживчі товари) — $ 1,6 млрд (г.ч. Франція — 23 %, США — 9 %, Бельгія — 8 %, Велика Британія — 7 %). Експорт (нафта, лісоматеріали) — $ 1,7 млрд (г.ч. США — 23 %, Бельгія — 14 %, Німеччина — 9 %, Італія — 6 %).
З 1970-х років завдяки експорту нафти в Конго складався позитивний торговий баланс. Однак в 1996 і 1997 вартість експорту і імпорту практично порівнялися. Крім того Конго вимушено обслуговувати величезний зовнішній борг і імпортувати багато товарів, що привело до значного щорічного дефіциту поточних статей платіжного балансу. У 1996 цей дефіцит перевищив 1 млрд дол. Зовнішня заборгованість Конго зросла до понад 6 млрд дол. в 1996.

## Сільське господарство
Приблизно 60 % працездатного населення зайняте в сільському господарстві, орієнтованому на внутрішній ринок. Основні продовольчі культури — маніока і банани. Експортні культури — цукрова тростина, олійна пальма, дерева кави і какао, тютюн і арахіс — обробляють в основному на плантаціях, що належать європейцям. Більша частина найманих працівників трудиться на державній службі, в лісовій і нафтопереробній промисловості, на плантаціях, де вирощуються експортні культури, і в сфері послуг. Найбільшим джерелом державних прибутків є нафта, родовища якої були розвідані в 1957. Прибутковою статтею експорту є також деревина цінних тропічних порід, головним чином окуме, лімба і акажу.

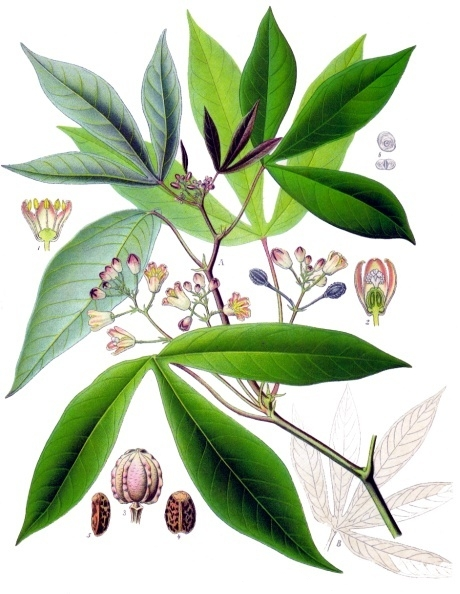
Касава - один з найважливіших продуктів харчування в Республіці Конго

У 1996 ВВП країни склав бл. 2,12 млрд дол., або 770 дол. в перерахунку на душу населення. Сукупна частка продукції землеробства, скотарства, лісового господарства і рибальства в ВВП становить бл. 15 %. Конго відводиться важлива роль торгової і транзитної держави в Центральній Африці. Істотним джерелом прибутків є надання транспортних, торгових і інших послуг. 35 % ВВП припадає на частку нафтопереробної промисловості.
Тваринництво обмежене через широке поширення мухи цеце. Більша частина потреб в м'ясі Конго задовольняє за рахунок імпорту з Чаду. Обробляються лише 2 % земель, і по мірі зростання чисельності міського населення збільшується імпорт продовольчих товарів.
Електроенергія на підприємства і в житлові будинки поступає з ТЕС в Пуент-Нуаре і Браззавілі і ГЕС — в Джуе і Імбулу.